# Cirrhilabrus efatensis
Cirrhilabrus efatensis là một loài cá biển thuộc chi Cirrhilabrus trong họ Cá bàng chài. Loài này được mô tả lần đầu tiên vào năm 2017.

## Từ nguyên
Từ định danh efatensis được đặt theo tên gọi của đảo Efate, nơi mà mẫu định danh của loài cá này được thu thập.

## Phạm vi phân bố và môi trường sống
C. efatensis mới chỉ được tìm thấy tại đảo Efate và đảo Espiritu Santo thuộc Vanuatu. Các mẫu vật của C. efatensis được thu thập gần các mỏm đá trên nền đá vụn ở độ sâu khoảng 30–60 m.

## Mô tả
Chiều dài lớn nhất được ghi nhận ở C. efatensis là gần 9 cm. Cá cái màu cam phớt vàng, vàng nhạt ở bụng. Thân có các hàng chấm trắng. Các vây trong mờ, màu đỏ ở vây đuôi và vây lưng, màu vàng ở vây hậu môn, các vây còn lại không màu.
Đầu và nửa trước thân trên của cá đực có màu đỏ tươi, nửa thân sau màu cam ánh vàng; ngực, bụng và thân dưới màu vàng nhạt. Vây lưng có màu đỏ với một dải viền đen ở rìa sau của vây, có vài đốm màu xanh lam tím ở phần vây gai. Phía trrước của vây lưng có đốm đen. Vây hậu môn màu vàng, viền xanh óng ở rìa, với một dải đỏ gần sát viền xanh này. Vây bụng trong mờ, màu vàng. Vây ngực trong suốt. Vây đuôi màu đỏ với dải viền đen nổi bật ở rìa, sát rìa là một dải xanh lam, lốm đốm các vệt xanh óng. Mống mắt màu đỏ tươi.
Số gai ở vây lưng: 11; Số tia vây ở vây lưng: 8; Số gai ở vây hậu môn: 3; Số tia vây ở vây hậu môn: 8; Số tia vây ở vây ngực: 15; Số gai ở vây bụng: 1; Số tia vây ở vây bụng: 5.

## Phân loại học
C. efatensis được gộp vào một nhóm phức hợp loài cùng với Cirrhilabrus nahackyi và Cirrhilabrus bathyphilus, đặc trưng bởi đốm đen ngay trước vây lưng, cơ thể có các tông màu đỏ và cam, cũng như phần gáy sẫm màu.